# Phyllanthus purpureus
Phyllanthus purpureus är en emblikaväxtart som beskrevs av Johannes Müller Argoviensis. Phyllanthus purpureus ingår i släktet Phyllanthus och familjen emblikaväxter. Inga underarter finns listade i Catalogue of Life.